# Maladera schoenfeldti
Maladera schoenfeldti är en skalbaggsart som beskrevs av Siuiti Murayama 1937. Maladera schoenfeldti ingår i släktet Maladera och familjen Melolonthidae. Inga underarter finns listade i Catalogue of Life.